# Ла-Лігуа

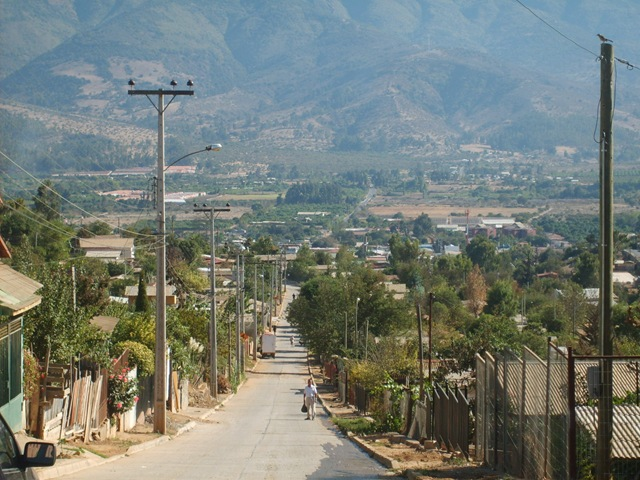
Старий район Ла-Лігуа

Ла-Лігуа (ісп. La Ligua) — місто в Чилі. Адміністративний центр однойменної комуни. Населення міста — 17048 осіб (2002). Місто і комуна входить до складу провінції Петорка і регіону Вальпараїсо.
Територія — 1 163км². Чисельність населення — 35 390 мешканців (2017). Щільність населення — 30,4 чол./км².

## Розташування
Місто розташоване за 76 км на північний схід від адміністративного центру області міста Вальпараїсо.
Комуна межує:
- на півночі — з комуною Лос-Вілос
- на північному сході — з комуною Петорка
- на сході — з комуною Кабільдо
- на півдні — з комуною Ла-Калера
- на південному заході — з комунами Сапальяр, Папудо
- на заході — Тихий океан